# Seznam francoskih literarnih kritikov
Seznam francoskih literarnih kritikov.

## A
- Jean-Jacques Ampère
- Marcel Arland

## B
- Adrien Baillet
- Maurice Bardèche
- Roland Barthes
- Pierre Bayard
- Louis Becq de Fouquières
- Alexandre Beljame
- Paul Bénichou
- Michèle Bernstein
- Jean-Richard Bloch
- Nicolas Boileau-Despréaux
- René Le Bossu
- Dominique Bouhours
- Robert Brasillach
- Geoffrey Brereton
- Alain Brunn

## C
- Maxime Du Camp
- Louis Cazamian
- Robert Charroux
- Philarète Chasles
- François-René de Chateaubriand
- Hélène Cixous

## D
- Jacques Derrida
- Denis Diderot
- Roger Duchêne
- Georges Duhamel

## F
- Émile Faguet
- Viviane Forrester
- Bernard Frank

## G
- Gérard Genette
- Julien Louis Geoffroy
- Nicolas Eugène Géruzez
- René Girard
- Marc Girardin
- Édouard Glissant
- Edmond de Goncourt
- Jules de Goncourt
- Henri Gouhier

## H
- Hazard?
- Ernest Hello

## K
- Auguste Hilarion, comte de Kératry
- Julia Kristeva

## L
- Jean-François de La Harpe
- Philippe Lacoue-Labarthe
- Paul Lafargue
- Gustave Lanson
- Hervé Le Tellier

## M
- Jean-François Marmontel
- Thierry Maulnier
- Benoit Mouchart
- Benoît Mouchart

## N
- François de Neufchâteau
- Désiré Nisard
- Emmanuel-Henri-Victurnien, marquis de Noailles

## O
- Frédéric Ozanam

## P
- Jean Paulhan
- Marcelin Pleynet
- Armand de Pontmartin
- Arthur Pougin

## R
- René Rapin
- Lucien Rebatet
- Jean-Pierre Richard
- Michael Riffaterre
- Angelo Rinaldi
- Alain Robbe-Grillet

## S
- Charles Augustin Sainte-Beuve
- George Steiner

## T
- Saint-René Taillandier
- Albert Thibaudet
- Tzvetan Todorov

## V
- Frédéric Vitoux
- Melchior de Vogüé